# Temporada 2001-2002 del FC Barcelona (femení)
La temporada 2001-02 és la 14a en la història del Futbol Club Barcelona, i la 1a temporada del club en la segona categoria del futbol espanyol.

## Desenvolupament de la temporada
Aquesta temporada es va canviar el format de competició amb la creació de la Superlliga, amb tots els millors equips en un grup únic. El Femení no la va jugar perquè el club no va voler pagar els 3 milions de pessetes d'inscripció (18.000€), d'un pressupost de 154.225.000€.
Les jugadores queden primeres classificades a Primera Nacional (Grup 3) i cauen a la fase d'ascens a (Grup 2) per tornar la temporada següent a la Superlliga.
El 6 de maig hi ha canvi a la banqueta, la nova tècnica de l'equip va ser Natalia Astrain.

## Jugadores i cos tècnic

### Plantilla
La plantilla i el cos tècnic del primer equip per a l'actual temporada (manca informació) són els següents:
| N. | Pos. | Nac. | Jugador             |
| -- | ---- | --- | ------------------- |
| —  | POR  | [[Fitxer:Flag of Catalonia.svg\|23x15px\|border \|alt=Catalunya\|link=Selecció de futbol de Catalunya\|{{#if:\|]]                        | Alba Montserrat     |
| —  | DEF  | [[Fitxer:Flag of Catalonia.svg\|23x15px\|border \|alt=Catalunya\|link=Selecció de futbol de Catalunya\|{{#if:\|]]                        | Ana María Escribano |
| —  | DEF  | [[Fitxer:Flag of Catalonia.svg\|23x15px\|border \|alt=Catalunya\|link=Selecció de futbol de Catalunya\|{{#if:\|]]                        | Sheila Sanchón      |
| —  | DEF  | [[Fitxer:Flag of Catalonia.svg\|23x15px\|border \|alt=Catalunya\|link=Selecció de futbol de Catalunya\|{{#if:\|]]                        | Marisa Quiles       |
| —  | DEF  | [[Fitxer:Flag of Catalonia.svg\|23x15px\|border \|alt=Catalunya\|link=Selecció de futbol de Catalunya\|{{#if:\|]]                        | Verónica Navarro    |
| —  | MIG  | [[Fitxer:Flag of the Balearic Islands.svg\|23x15px\|border \|alt=Illes Balears\|link=Selecció de futbol de les Illes Balears\|{{#if:\|]] | Margalida Mas       |
| —  | MIG  | [[Fitxer:Flag of Catalonia.svg\|23x15px\|border \|alt=Catalunya\|link=Selecció de futbol de Catalunya\|{{#if:\|]]                        | Araceli José        |
| —  | MIG  | [[Fitxer:Flag of Catalonia.svg\|23x15px\|border \|alt=Catalunya\|link=Selecció de futbol de Catalunya\|{{#if:\|]]                        | Desiree Moya        |
| —  | DAV  | [[Fitxer:Flag of Catalonia.svg\|23x15px\|border \|alt=Catalunya\|link=Selecció de futbol de Catalunya\|{{#if:\|]]                        | Laia Ramón          |
| —  | DAV  | [[Fitxer:Flag of Aragon.svg\|23x15px\|border \|alt=Aragó\|link=Selecció de futbol d'Aragó\|{{#if:\|]]                                    | Adriana Martín      |
| —  |      | [[Fitxer:Flag of Catalonia.svg\|23x15px\|border \|alt=Catalunya\|link=Selecció de futbol de Catalunya\|{{#if:\|]]                        | Natàlia Arroyo      |

| N. | Pos. | Nac.                                                                                 | Jugador           |
| -- | ---- | ------------------------------------------------------------------------------------ | ----------------- |
| —  |      | [[Fitxer:Flag placeholder.svg\|23x15px\| \|alt=\|link=Selecció de futbol\|{{#if:\|]] | Vanesa Solano     |
| —  |      | [[Fitxer:Flag placeholder.svg\|23x15px\| \|alt=\|link=Selecció de futbol\|{{#if:\|]] | Estela Llavina    |
| —  |      | [[Fitxer:Flag placeholder.svg\|23x15px\| \|alt=\|link=Selecció de futbol\|{{#if:\|]] | Débora Carmona    |
| —  |      | [[Fitxer:Flag placeholder.svg\|23x15px\| \|alt=\|link=Selecció de futbol\|{{#if:\|]] | Susana Galiana    |
| —  |      | [[Fitxer:Flag placeholder.svg\|23x15px\| \|alt=\|link=Selecció de futbol\|{{#if:\|]] | Jezabel Fernández |
| —  |      | [[Fitxer:Flag placeholder.svg\|23x15px\| \|alt=\|link=Selecció de futbol\|{{#if:\|]] | Belén Pérez       |
| —  |      | [[Fitxer:Flag placeholder.svg\|23x15px\| \|alt=\|link=Selecció de futbol\|{{#if:\|]] | Cristina Pacheco  |
| —  |      | [[Fitxer:Flag placeholder.svg\|23x15px\| \|alt=\|link=Selecció de futbol\|{{#if:\|]] | Anabel Junyent    |
| —  |      | [[Fitxer:Flag placeholder.svg\|23x15px\| \|alt=\|link=Selecció de futbol\|{{#if:\|]] | Gemma Pacheco     |
| —  |      | [[Fitxer:Flag placeholder.svg\|23x15px\| \|alt=\|link=Selecció de futbol\|{{#if:\|]] | Berta Molina      |

### Cos tècnic
- Entrenador:  Salvador Casals
- Entrenadora:  Natalia Astrain

## Partits
Victòria       Empat       Derrota

### Lliga
| 9 de setembre de 2001 | Club Futbol Femení Tortosa Ebre | 2-3   | FC Barcelona (femení) | Tortosa, Catalunya               |  |
| Jornada 1             |                                 | [ 3 ] |                       | Municipal de Tortosa Catalunya · |  |

| 16 de setembre de 2001 | FC Barcelona (femení) | 8-2   | Salt (femení) | Barcelona, Catalunya                        |  |
| Jornada 2              |                       | [ 3 ] |               | Zona Esportiva del FC Barcelona Catalunya · |  |

| 23 de setembre de 2001 | FC Barcelona (femení) | 2-2   | CF Pardinyes (femení) | Barcelona, Catalunya                        |  |
| Jornada 3              |                       | [ 3 ] |                       | Zona Esportiva del FC Barcelona Catalunya · |  |

| 7 d'octubre de 2001 | Club Esportiu Sant Gabriel | 2-4   | FC Barcelona (femení) | Sant Adrià de Besòs, Catalunya |  |
| Jornada 4           |                            | [ 3 ] |                       |                                |  |

| 14 d'octubre de 2001 | FC Barcelona (femení) | 6-1   | Girona Futbol Club (femení) | Barcelona, Catalunya                        |  |
| Jornada 5            |                       | [ 3 ] |                             | Zona Esportiva del FC Barcelona Catalunya · |  |

| 21 d'octubre de 2001 | Club de Futbol Platges de Calvià (femení) | 0-0   | FC Barcelona (femení) | Magaluf, Mallorca |  |
| Jornada 6            |                                           | [ 3 ] |                       |                   |  |

| 4 de novembre de 2001 | FC Barcelona (femení) | 7-1   | Club de Fútbol Llers (femení) | Barcelona, Catalunya                        |  |
| Jornada 7             |                       | [ 3 ] |                               | Zona Esportiva del FC Barcelona Catalunya · |  |

| 11 de novembre de 2001 | Fundació Esportiva Atlètic Vilafranca (femení) | 0-6   | FC Barcelona (femení) | Vilafranca del Penedès, Catalunya |  |
| Jornada 8              |                                                | [ 3 ] |                       |                                   |  |

| 18 de novembre de 2001 | FC Barcelona (femení) | 3-2   | Unió Esportiva L'Estartit (femení) | Barcelona, Catalunya                        |  |
| Jornada 9              |                       | [ 3 ] |                                    | Zona Esportiva del FC Barcelona Catalunya · |  |

| 25 de novembre de 2001 | Centre d'Esports Sabadell Futbol Club (femení) | 0-2   | FC Barcelona (femení) | Sabadell, Catalunya |  |
| Jornada 10             |                                                | [ 3 ] |                       |                     |  |

| 2 de desembre de 2001 | FC Barcelona (femení) | 7-2   | Agrupació Esportiva La Canya (femení) | Barcelona, Catalunya                        |  |
| Jornada 11            |                       | [ 3 ] |                                       | Zona Esportiva del FC Barcelona Catalunya · |  |

| 9 de desembre de 2001 | Unió Esportiva Cornellà (femení) | 0-10  | FC Barcelona (femení) | Cornellà de Llobregat, Catalunya |  |
| Jornada 12            |                                  | [ 3 ] |                       |                                  |  |

| 16 de desembre de 2001 | FC Barcelona (femení) | 6-0   | Unió Esportiva Breda (femení) | Barcelona, Catalunya                        |  |
| Jornada 13             |                       | [ 3 ] |                               | Zona Esportiva del FC Barcelona Catalunya · |  |

| 20 de gener de 2002 | FC Barcelona (femení) | 6-0   | Club Futbol Femení Tortosa Ebre | Barcelona, Catalunya                        |  |
| Jornada 14          |                       | [ 3 ] |                                 | Zona Esportiva del FC Barcelona Catalunya · |  |

| 27 de gener de 2002 | Salt (femení) | 0-11  | FC Barcelona (femení) | Salt, Catalunya |  |
| Jornada 14          |               | [ 3 ] |                       |                 |  |

| 3 de febrer de 2002 | CF Pardinyes (femení) | 0-3   | FC Barcelona (femení) | Pardinyes, Catalunya |  |
| Jornada 16          |                       | [ 3 ] |                       |                      |  |

| 10 de febrer de 2002 | FC Barcelona (femení) | 3-1   | Club Esportiu Sant Gabriel | Barcelona, Catalunya                        |  |
| Jornada 17           |                       | [ 3 ] |                            | Zona Esportiva del FC Barcelona Catalunya · |  |

| 17 de febrer de 2002 | Girona Futbol Club (femení) | 1-7   | FC Barcelona (femení) | Girona, Catalunya |  |
| Jornada 18           |                             | [ 3 ] |                       |                   |  |

| 24 de febrer de 2003 | FC Barcelona (femení) | 3-1   | Club de Futbol Platges de Calvià (femení) | Barcelona, Catalunya                        |  |
| Jornada 19           |                       | [ 3 ] |                                           | Zona Esportiva del FC Barcelona Catalunya · |  |

| 10 de març de 2002 | Club de Fútbol Llers (femení) | 0-5   | FC Barcelona (femení) | Llers, Catalunya |  |
| Jornada 20         |                               | [ 3 ] |                       |                  |  |

| 17 de març de 2002 | FC Barcelona (femení) | 4-2   | Fundació Esportiva Atlètic Vilafranca (femení) | Barcelona, Catalunya                        |  |
| Jornada 21         |                       | [ 3 ] |                                                | Zona Esportiva del FC Barcelona Catalunya · |  |

| 7 d'abril de 2002 | Unió Esportiva L'Estartit (femení) | 3-4   | FC Barcelona (femení) | L'Estartit, Torroella de Montgrí, Catalunya |  |
| Jornada 22        |                                    | [ 3 ] |                       |                                             |  |

| 14 d'abril de 2002 | FC Barcelona (femení) | 3-2   | Centre d'Esports Sabadell Futbol Club (femení) | Barcelona, Catalunya                        |  |
| Jornada 23         |                       | [ 3 ] |                                                | Zona Esportiva del FC Barcelona Catalunya · |  |

| 5 de maig de 2002 | Agrupació Esportiva La Canya (femení) | 1-1   | FC Barcelona (femení) | La Canya, Catalunya |  |
| Jornada 24        |                                       | [ 3 ] |                       |                     |  |

| 19 de maig de 2002 | FC Barcelona (femení) | 3-0 (anul·lat per la retirada del Cornellà de la lliga) | Unió Esportiva Cornellà (femení) | Barcelona, Catalunya                        |  |
| Jornada 25         |                       | [ 3 ]                                                   |                                  | Zona Esportiva del FC Barcelona Catalunya · |  |

| 26 de maig de 2002 | Unió Esportiva Breda (femení) | 1-5   | FC Barcelona (femení) | Breda, Catalunya |  |
| Jornada 26         |                               | [ 3 ] |                       |                  |  |

### Fase d'ascens
| 2 de juny de 2002 | Club Deportivo Amigos del Duero | 1-4   | FC Barcelona (femení) | Zamora, Castella i Lleó |  |
| Jornada 1         |                                 | [ 3 ] |                       |                         |  |

| 9 de juny de 2002 | Leioa Emakumeen Futbol Taldea | 0-3   | FC Barcelona (femení) | Leioa, Euskadi |  |
| Jornada 2         |                               | [ 3 ] |                       |                |  |

| 16 de juny de 2002 |  | Descans |  |  |  |
| Jornada 3          |  | [ 3 ]   |  |  |  |